# Libro de la abeja
El Libro de la Abeja (en siríaco: ܟܬܒܐ ܕܕܒܘܪܝܬܐ / Ktābā d-debboritā) es una compilación historiográfica y teológica que contiene numerosos relatos bíblicos. Fue escrita hacia 1222, por Salomón de Akhlat, que era obispo de Basora, dentro de la Iglesia de Oriente. Está escrito en lengua siríaca.
El libro es una colección de textos teológicos e históricos, y consta de 55 capítulos en los que se tratan diversos temas, como la creación, el cielo y la tierra, los ángeles, las tinieblas, el paraíso, los patriarcas del Antiguo Testamento, los acontecimientos del Nuevo Testamento, las listas de reyes y patriarcas, y el día final de la resurrección. El libro fue muy popular entre las comunidades cristianas locales, y se transmitió hasta el siglo XIX.
El autor, Salomón de Akhlat, fue un obispo de la Iglesia de Oriente durante la primera mitad del siglo XIII. Fue obispo diocesano de Basora (Basrah, Bassora), actualmente en Irak, y estuvo presente en la consagración del patriarca de la Iglesia de Oriente Sabrisho IV en 1222. Dedicó el libro a su amigo, el obispo Narsai de Beth Waziq.
El libro fue escrito en siríaco clásico, una forma literaria de la lengua aramea, y también fue traducido al árabe. El autor tenía en alta estima su lengua siríaca nativa, y adoptó la idea de algunos autores más antiguos de que era la lengua más antigua. En el Libro de la Abeja, Salomón designó su lengua como aramea o siríaca, y a su pueblo como arameos o sirios (siríacos/asirios), insistiendo en que no participaron en los acontecimientos que llevaron a la condena y crucifixión de Cristo:

Al tocar la escritura que fue escrita en griego, hebreo y latín, y puesta sobre la cabeza de Cristo, no había ningún arameo escrito en la tabla, porque los arameos o sirios no tuvieron parte en (el derramamiento de) la sangre de Cristo, sino sólo los griegos, hebreos y romanos; Herodes el griego y Caifás el hebreo y Pilato el romano. Por eso, cuando Abgar, el rey arameo de Mesopotamia, se enteró, se enfureció contra los hebreos y trató de destruirlos.

El libro fue traducido al latín y publicado en 1866, por Joseph Schönfelder (m. 1913). En 1886, se publicó el texto siríaco con traducción al inglés, por el orientalista británico Ernest Wallis Budge, fallecido en 1934.